# Monsul
Monsul é uma povoação portuguesa sede da Freguesia de Monsul do Município de Póvoa de Lanhoso, freguesia com 3,39 km² de área e 713 habitantes (censo de 2021), tendo, por isso, uma densidade populacional de 210,3 hab./km².

## Demografia
A população registada nos censos foi:
| Distribuição da População por Grupos Etários | Distribuição da População por Grupos Etários | Distribuição da População por Grupos Etários | Distribuição da População por Grupos Etários | Distribuição da População por Grupos Etários |
| -------------------------------------------- | -------------------------------------------- | -------------------------------------------- | -------------------------------------------- | -------------------------------------------- |
| Ano                                          | 0-14 Anos                                    | 15-24 Anos                                   | 25-64 Anos                                   | > 65 Anos                                    |
| 2001                                         | 153                                          | 146                                          | 382                                          | 125                                          |
| 2011                                         | 113                                          | 99                                           | 422                                          | 139                                          |
| 2021                                         | 71                                           | 78                                           | 381                                          | 183                                          |

## Património
- Pelourinho de Monsul